# Kansas City (Kansas)
Kansas City és una ciutat dels Estats Units a l'estat de Kansas. Segons el cens té una població de 184.866 habitants. És la tercera ciutat més gran de l'estat nord-americà de Kansas i seu de comtat del Comtat de Wyandotte; forma part del "Govern Unificat" el qual inclou també les ciutats de Bonner Springs i Edwardsville. Situada on conflueixen els rius Missouri i Kansas (Punt Kaw), la ciutat està enfront de Kansas City (Missouri) i està inclosa a l'àrea metropolitana de Kansas City, la qual és una ciutat satèl·lit de la ciutat principal.

## Abreujaments i sobrenoms
Kansas City, Kansas, s'abreuja freqüentment com "KCK", o únicament com "KC" (encara que aquesta es refereixi més freqüentment a tota l'àrea metropolitana de Kansas City). També és sobrenomenada com El Cor dels Estats Units a causa que està al centre del país i a uns 400 km dels dos grans centres geogràfics i de població dels Estats Units (costa est i costa oest).

## Història
Data des de mitjan segle xix. Kansas City, Kansas (KCK), es va fundar el 1868 i es va incorporar a l'octubre de 1872.
L'Àrea Metropolitana de Kansas City s'estén on conflueixen els rius Kansas i Missouri. Era bon lloc per construir diversos assentaments. Quan l'àrea va ser oberta a la població euro-nord-americana, va ser el primer camp de batalla en el conflicte sobre l'esclavitud i la secessió meridional que va portar a la Guerra Civil Americana.
Les primeres eleccions de la ciutat es van dur a terme el 22 d'octubre de 1872, per ordre del Jutge Hiram Stevens del Desè Districte Judicial, i va resultar triat l'Alcalde James Boyle. Els alcaldes de la ciutat després de la seva organització han estat: James Boyle, C. A. Eidemiller, A. S. Orbison, Eli Teed i Samuel McConnell. John Sheehan va ser nomenat Marshal el 1875, per l'alcalde Eli Teed. Va ser també Cap de Policia, tenint cinc elements. Al juny de 1880, el Governador de Kansas va proclamar a la Ciutat de Kansas City una ciutat de segona classe amb l'Alcalde Samuel McConnell present. James I. Porter va ser Alcalde el 1910.
El 1997 els votants van aprovar un Govern Unificat per al comtat i la ciutat denominat Govern Unificat del Comtat de Wyandotte.

## Geografia
D'acord amb l'oficina del Cens dels Estats Units, la ciutat té una àrea total de 331 km², dels quals 321,8 km² és terra i 9,2 km² és aigua.

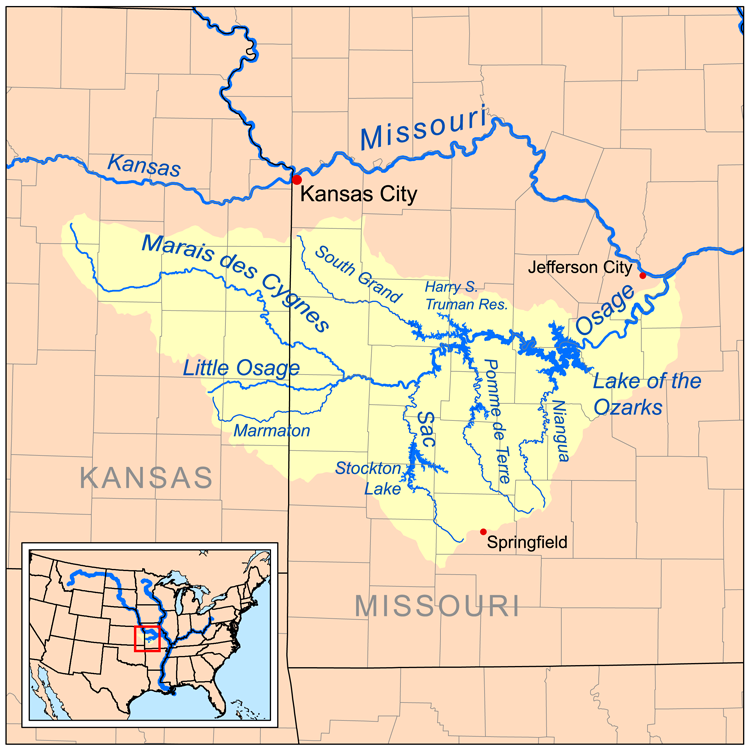
Kansas City en un mapa del riu Osage…
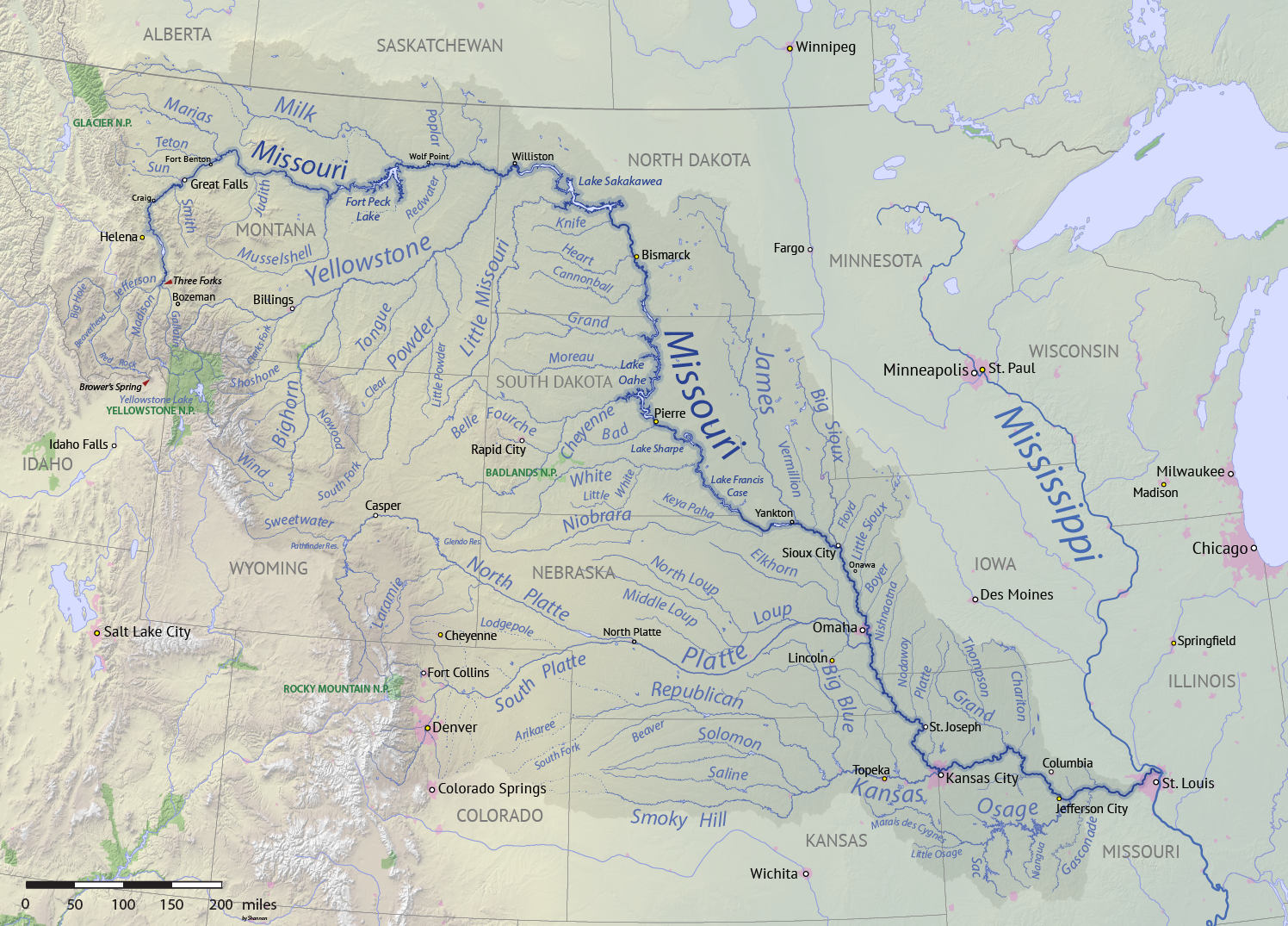
...en un mapa del riu Missouri…
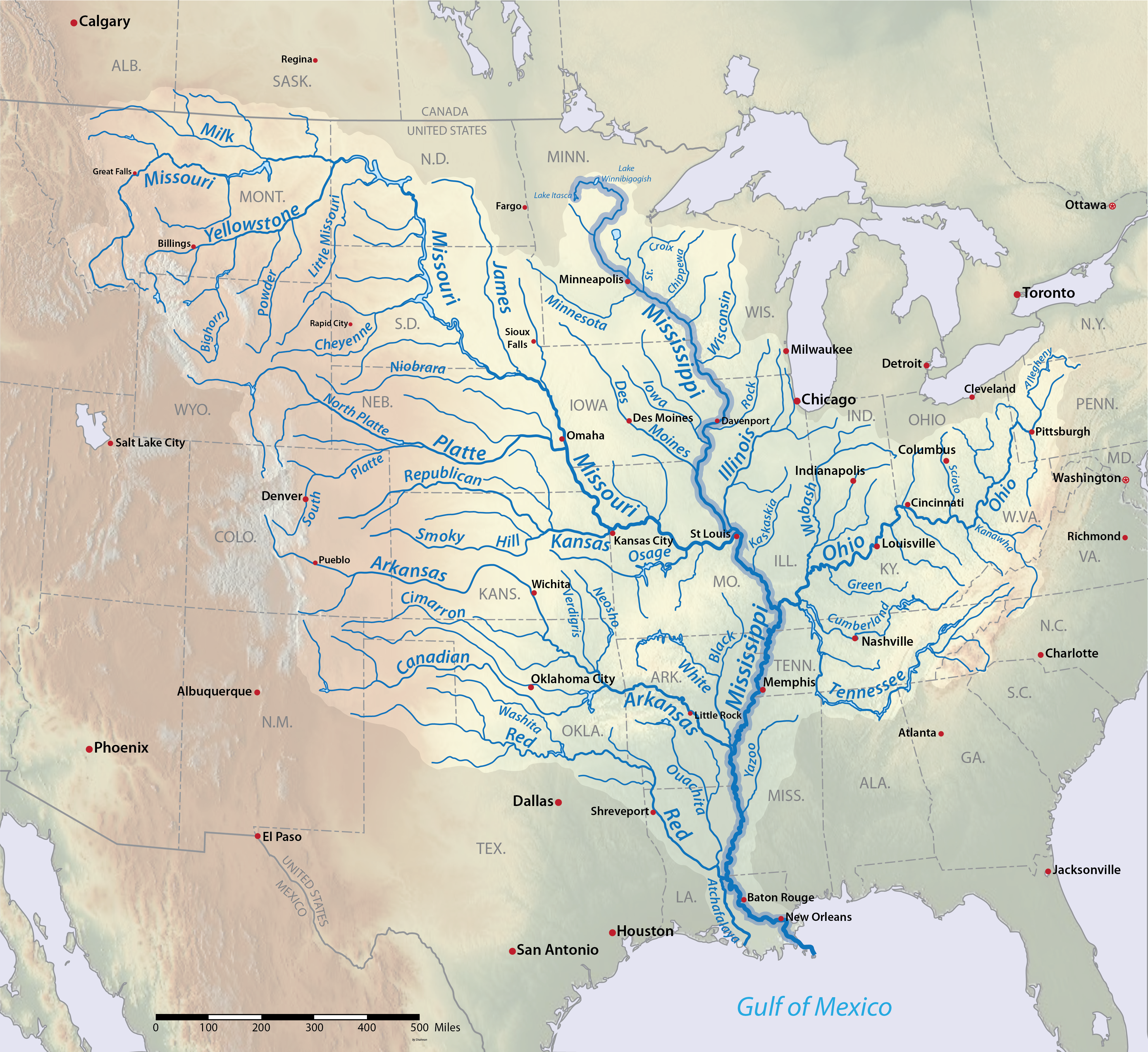
...i en un mapa del Mississipi

### Clima
La ciutat de Kansas City presenta un clima continental humit adjacent al clima subtropical humit.

### Organització de la Ciutat
Kansas City, Kansas, està organitzada en un sistema de veïnats, alguns amb relats com a ciutats independents o llocs de grans esdeveniments.

#### Parcs i Jardins
- Parc de la Ciutat
- Parc del Comtat de Wyandotte
- Parc del Llac del Comtat de Wyandotte

## Demografia
Segons el cens del 2000, Kansas City tenia 146.866 habitants, 55.500 habitatges, i 36.241 famílies. La densitat de població era de 456,3 habitants/km².
Dels 55.500 habitatges en un 32,5% hi vivien nens de menys de 18 anys, en un 41,2% hi vivien parelles casades, en un 18,2% dones solteres, i en un 34,7% no eren unitats familiars. En el 29,2% dels habitatges hi vivien persones soles el 9,9% de les quals corresponia a persones de 65 anys o més que vivien soles. El nombre mitjà de persones vivint en cada habitatge era de 2,62 i el nombre mitjà de persones que vivien en cada família era de 3,25.
Per edats la població es repartia de la següent manera: un 28,6% tenia menys de 18 anys, un 10,6% entre 18 i 24, un 29,5% entre 25 i 44, un 19,8% de 45 a 60 i un 11,6% 65 anys o més.
L'edat mediana era de 32 anys. Per cada 100 dones de 18 o més anys hi havia 91,7 homes.
La renda mediana per habitatge era de 33.011$ i la renda mediana per família de 39.491$. Els homes tenien una renda mediana de 30.992$ mentre que les dones 24.543$. La renda per capita de la població era de 15.737$. Entorn del 13% de les famílies i el 17,1% de la població estaven per davall del llindar de pobresa.

## Poblacions més properes
El següent diagrama mostra les poblacions més properes.